# Hydrangea mizushimarum
Hydrangea mizushimarum är en hortensiaväxtart som beskrevs av Hideaki Ohba. Hydrangea mizushimarum ingår i släktet hortensior, och familjen hortensiaväxter. Inga underarter finns listade i Catalogue of Life.